# Installation (Daudet)
Pour les articles homonymes, voir Installation.
Installation est l'entrée en matière des Lettres de mon moulin d'Alphonse Daudet, titrée ainsi pour la première édition de l’œuvre en recueil, en 1869. 

## Publication
Installation est une sorte de prologue aux nouvelles des Lettres de mon moulin. Le texte paraît d'abord intégré à La Diligence de Beaucaire dans Le Figaro du 16 octobre 1868, avant d'être séparé de la nouvelle et de prendre ce titre spécifique dans la première édition en recueil, en 1869, chez Hetzel.

## Contenu
Le texte relate l'installation de Daudet au moulin, à la suite de son acquisition : les lapins et autre hibou, précédents voisins et occupants, sont les premiers troublés. Le narrateur s'émerveille du paysage provençal, baigné de lumière, « à mille lieues des journaux, des fiacres, du brouillard » de la vie parisienne, et de la vue de la transhumance des troupeaux descendant des alpages vers les mas : « Tout cela défile devant nous joyeusement et s’engouffre sous le portail, en piétinant avec un bruit d’averse ».

## Adaptation
Installation a été enregistré par Fernandel.